# Cirsium roseolum
Cirsium roseolum là một loài thực vật có hoa trong họ Cúc. Loài này được Gorl. mô tả khoa học đầu tiên năm 1989.